# Cantonul Domme
Cantonul Domme este un canton din arondismentul Sarlat-la-Canéda, departamentul Dordogne, regiunea Aquitania, Franța.

## Comune
| Comune                   | Populație (1999) | Cod poștal | Cod INSEE |
| ------------------------ | ---------------- | ---------- | --------- |
| Bouzic                   | 143              | 24250      | 24063     |
| Castelnaud-la-Chapelle   | 474              | 24250      | 24086     |
| Cénac-et-Saint-Julien    | 1.194            | 24250      | 24091     |
| Daglan                   | 557              | 24250      | 24150     |
| Domme                    | 1018             | 24250      | 24152     |
| Florimont-Gaumier        | 142              | 24250      | 24184     |
| Groléjac                 | 636              | 24250      | 24207     |
| Nabirat                  | 377              | 24250      | 24300     |
| Saint-Aubin-de-Nabirat   | 130              | 24250      | 24375     |
| Saint-Cybranet           | 394              | 24250      | 24395     |
| Saint-Laurent-la-Vallée  | 257              | 24170      | 24438     |
| Saint-Martial-de-Nabirat | 652              | 24250      | 24450     |
| Saint-Pompont            | 435              | 24170      | 24488     |
| Veyrines-de-Domme        | 224              | 24250      | 24575     |